# NGC 2417
NGC 2417 ist eine Balken-Spiralgalaxie vom Hubble-Typ SBbc im Sternbild Carina am Südsternhimmel. Sie ist schätzungsweise 133 Millionen Lichtjahre von der Milchstraße entfernt ist und hat einen Durchmesser von etwa 120.000 Lichtjahren. 

Im selben Himmelsareal befindet sich u. a. die Galaxie IC 2200.
Das Objekt wurde am 8. März 1836 von John Herschel entdeckt.